# Carlos Augusto Rego Santos-Neves
Carlos Augusto Rego Santos-Neves (* 26. Januar 1944 in Rio de Janeiro) ist ein brasilianischer Diplomat.
Nach seinem Abschluss an der Escola Nacional de Engenharia da Universidade do Brasil/RJ 1964 absolvierte er am Rio-Branco-Institut den Vorbereitungskurs für Karrierediplomaten. 1968 wurde er zum Zweiten Sekretär befördert und diente 1969 im Generalkonsulat New York. 1972 wurde er stv. Konsul in Hongkong. 1974 erfolgte die Beförderung zum Ersten Sekretär und die Verwendung in der Botschaft Buenos Aires. 1988 kehrte er nach New York zurück, diesmal als Generalkonsul. 1992 wurde Santos-Neves Botschafter in Mexiko. 1996 ging er als Botschafter nach Ottawa und 2003 nach Moskau.
2008 folgte er José Maurício Bustani als Ambassador to the Court of St James’s.